# Scott Bowden
Anthony Giacoppo (Hobart, 4 d'abril del 1995) és un ciclista australià que actualment milita a l'equip IsoWhey Sports SwissWellness. Combina la carretera amb el ciclisme de muntanya. Va participar en la prova en ruta dels Jocs Olímpics de 2016.

## Palmarès en ciclisme de muntanya
- 2015
  -  Campió d'Oceania sub-23 en camp a través
- 2016
  -  Campió d'Austràlia en camp a través